# A Sailor Moon epizódjainak listája
Ez a lista a Sailor Moon (Varázslatos álmok) című anime epizódjainak felsorolását tartalmazza. A sorozatot Takeucsi Naoko azonos című mangája alapján a Toei Animation és a TV Asahi koprodukcióban készítette. A sorozat egy átlagos tizenéves japán lány, Cukino Uszagi életét követi nyomon, aki egy nap rádöbben, hogy ő Sailor Moon, a szeretet és az igazság harcosa, akinek fontos küldetése megtalálni a Hold újjászületett hercegnőjét. Japánban 1992. március 7. és 1997. február 8. között került adásba. Magyarországon az első epizódot 1998. február 27-én vetítette az RTL Klub. Összesen öt évad készült, ám ezek közül mindössze négyet adtak ki magyarul a kilencvenes évek végén. A sorozat vetítését 1999 nyarán hagyták abba, és azóta nem került sor ismétlésre.
Japánban a sorozat először lézerlemezen és 80 VHS-kazettán jelent meg, egyszerre a sorozat zenéit tartalmazó 10+6 CD-s sorozattal. 2007-től kezdve DVD-n is kapható, évadonkénti díszdobozban, de külön-külön, 35 DVD-n is. Angol kiadása még 2001-ből ismert, azóta nem jelent meg újból, de amely országokban a 2010-es újralicencelés óta levetítették a sorozatot, ott a DVD is megjelent.
A sorozat Magyarországon nem jelent meg sem VHS-en, sem DVD-n.

## Első évad: Sailor Moon Classic
Az első évad során kerülnek bemutatásra a főbb szereplők. Cukino Uszagiról, egy átlagos diáklányról kiderül, hogy ő Sailor Moon, a szeretet és az igazság harcosa. Hamar össze kell szednie csapattársait, hogy segítségükkel megkeressék a Földön rejtőző Holdhercegnőt, és visszaverjék a velük együtt ébredező Sötétség Birodalmának támadását. Küldetésük során egy rejtélyes idegen, az Álarcos Férfi rendre felbukkan, látszólag őket segítve. Hosszas kalandok után derül végül fény a hercegnő kilétére, múltjára, és a gonosz erők szándékaira.
| #  | Epizód címe | Első japán sugárzás  | Első magyar sugárzás |
| -- | --- | -------------------- | -------------------- |
| 1  | Holdtündér színre lép Nakimusi Uszagi no karei naru hensin (泣き虫うさぎの華麗なる変身)                         | 1992. március 7.     | 1998. február 27.    |
| 2  | A jóslat hatalma Osioki jo! Uranaj House va jóma no jakata (おしおきよ!占いハウスは妖魔の館)                    | 1992. március 14.    | 1998- március 2.     |
| 3  | A nagy szerelem Nazo no nemuribjó, mamore otome no koiszuru kokoro (謎のねむり病, 守れ乙女の恋する心)           | 1992. március 21.    | 1998. március 3.     |
| 4  | Éljen a fogyókúra! Uszagi ga osiemasz! Szurimu ni naruhó (うさぎが教えます!スリムになる法)                      | 1992. március 28.    | 1998- március 4.     |
| 5  | Az új kedvencek Jóma no kaori! Sanéra va ai vo nuszume (妖魔の香り!シャネラーは愛を盗む)                        | 1992. április 11.    | 1998. március 5.     |
| 6  | Bunny, a szerelem védelmezője Mamore koi no merodi! Uszagi va Kjúpiddó! (守れ恋の曲!うさぎはキューピッド)       | 1992. április 18.    | 1998. március 6.     |
| 7  | Csillag született Uszagi hanszej! Szutá no micsi va kibisí (うさぎ反省!スターの道はきびしい)                    | 1992. április 25.    | 1998. március 9.     |
| 8  | Kis zseni vagy ellenség? Tenszaj sódzsó va jóma na no? Kjófu no szennójuku (天才少女は妖魔なの?恐怖の洗脳塾)    | 1992. május 2.       | 1998. március 10.    |
| 9  | Időzavarban Uszagi no szainan! Avate tokei ni gojódzsin (うさぎの災難!あわて時計にご用心)                       | 1992. május 9.       | 1998. március 11.    |
| 10 | Mars tündér, a tűz harcosa Norovareta baszu! Honó no szensi Mászu tódzsó" (呪われたバス!炎の戦士マーズ登場 ()   | 1992. május 16.      | 1998. március 12.    |
| 11 | A vidámpark Uszagi to Rei tajketszu? Jume rando no akumu (うさぎとレイ対決?夢ランドの悪夢)                      | 1992. május 23.      | 1998. március 13.    |
| 12 | A hajókirándulás Vatasi datte kare ga hosí! Gókaszen no vana (私だって彼が欲しい!豪華船のワナ)                  | 1992. május 30.      | 1998. március 16.    |
| 13 | Ég áldjon, Jadeite! Onna no ko va danketszu jo! Jedaito no szaigo (女の子は団結よ!ジェダイトの最期)             | 1992. június 6.      | 1998. március 17.    |
| 14 | Az új barát Arata naru kjóteki, Nefuraito ma no monsó (新たなる強敵, ネフライト魔の紋章)                        | 1992. június 13.     | 1998. március 18.    |
| 15 | Az első szerelem Uszagi aszeru! Rei-csan hatszu déto (うさぎアセる!レイちゃん初デート)                          | 1992. június 20.     | 1998. március 19.    |
| 16 | A menyasszonyi ruha Dzsunpaku doreszu no jume! Uszagi hanajome ni naru (純白ドレスの夢!うさぎ花嫁になる)        | 1992. június 27.     | 1998. március 20.    |
| 17 | Bunny és a fotóművész Moderu va Uszagi? Jóma kamera no nessa (モデルはうさぎ?妖魔カメラの熱写)                  | 1992. július 4.      | 1998. március 23.    |
| 18 | A kis művésznő Singó no dzsundzsó! Kanasimi no Furansz ningyó (進悟の純情!哀しみのフランス人形)                 | 1992. július 11.     | 1998. március 24.    |
| 19 | Az ébredés Uszagi kangeki! Takisídó Kamen no rabu retá (うさぎ感激!タキシード仮面の恋文)                        | 1992. július 25.     | 1998. március 25.    |
| 20 | Félelmetes vakáció Natszu jo Umi jo Szejsun yo! Omake ni júrei mo jo! (夏よ海よ青春よ!おまけに幽霊もよ!)        | 1992. augusztus 1.   | 1998. március 26.    |
| 21 | Mentsétek meg az álmokat! Kodomotacsi no jume mamore! Anime ni muszubu júdzsó (子供達の夢守れ!アニメに結ぶ友情) | 1992. augusztus 8.   | 1998. március 27.    |
| 22 | Bunny első csókja Gekka no romanszu! Uszagi no hatszu kisszu (月下のロマンス!うさぎの初キッス)                  | 1992. augusztus 15.  | 1998. március 30.    |
| 23 | Naru szerelme 1 Nagarebosi ni negai vo! Naru-csan no dzsunai (流れ星に願いを!なるちゃんの純愛)                  | 1992. augusztus 22.  | 1998. március 31.    |
| 24 | Naru szerelme 2 Naru-csan gókjú! Nefuraito ai no si (なるちゃん号泣!ネフライト愛の死)                           | 1992. augusztus 29.  | 1998. április 1.     |
| 25 | A természet ereje Koiszuru kairiki sódzsó, Dzsupitá-csan (恋する怪力少女, ジュピターちゃん)                     | 1992. szeptember 5.  | 1998. április 2.     |
| 26 | A megtalált mosoly Naru-csan ni egao vo! Uszagi no júdzsó (なるちゃんに笑顔を!うさぎの友情)                     | 1992. szeptember 12. | 1998. április 3.     |
| 27 | A kristálygömb Ami-csan e no koi!? Mirai jócsi no sónen (亜美ちゃんへの恋!?未来予知の少年)                      | 1992. október 10.    | 1998. április 6.     |
| 28 | Az utókornak Koi no iraszuto, Uszagi to Mamoru ga szekkin? (恋のイラスト, うさぎと衛が接近?)                    | 1992. október 17.    | 1998. április 7.     |
| 29 | Bonyolult szerelmi háromszög Dajkonszen! Gucsagucsa koi no sikaku kankei (大混戦!グチャグチャ恋の四角関係)      | 1992. október 24.    | 1998. április 8.     |
| 30 | A tanítvány Odzsí-szan ransin, Rei-csan no kiki (お爺ちゃん乱心, レイちゃんの危機)                              | 1992. október 31.    | 1998. április 9.     |
| 31 | Macskaszerelem Koiszarete ovarete! Runa no szaiaku no hi (恋されて追われて!ルナの最悪の日)                      | 1992. november 7.    | 1998. április 10.    |
| 32 | Kaland a vidámparkban Umino no kessin! Naru-csan va boku ga mamoru (海野の決心!なるちゃんは僕が守る)            | 1992. november 14.   | 1998. április 14.    |
| 33 | Vénusz tündér Szajgó no Szérá Szensi, Vínasz tódzsó (最後のセーラー戦士, ヴィーナス登場)                        | 1992. november 21.   | 1998. április 15.    |
| 34 | Isten hozott, hercegnő! Hikari kagajeku ginzujsó! Cuki no purinszesz tódzsó (光輝く銀水晶!月のプリンセス登場)   | 1992. november 28.   | 1998. április 16.    |
| 35 | Bunny majdnem feladja Jomigaeru kioku! Uszagi to Mamoru no kako (よみがえる記憶!うさぎと衛の過去)               | 1992. december 5.    | 1998. április 17.    |
| 36 | Barát vagy ellenség? Uszagi konran! Takisídó Kamen va aku? (うさぎ混乱!タキシード仮面は悪?)                     | 1992. december 12.   | 1998. április 20.    |
| 37 | Hogyan lesz valakiből hercegnő? Mezasze purinszeszu? Uszagi no csintokkun (めざせプリンセス?うさぎの珍特訓)     | 1992. december 19.   | 1998. április 21.    |
| 38 | Holdkirálynőválasztás Juki jo jama jo Júdzsó jó! Jappari jóma mo jo! (雪よ山よ友情よ!やっぱり妖魔もよ)          | 1992. december 26.   | 1998. április 22.    |
| 39 | A jégkirálynő Jóma to pea?! Hiódzsó no dzsoó Mako-csan (妖魔とペア!?氷上の女王まこちゃん)                       | 1993. január 9.      | 1998. április 23.    |
| 40 | A tó szelleme Mizuumi no denszetszu dzsókai! Uszagi kazoku no kizuna (湖の伝説妖怪!うさぎ家族のきずな)          | 1993. január 16.     | 1998. április 24.    |
| 41 | Nyílt szívvel Mó koi kara nigenaj! Ami to Mamoru tajketszu (もう恋から逃げない!亜美と衛対決)                    | 1993. január 23.     | 1998. április 27.    |
| 42 | Matilda megtört szíve Szérá Vínasz no kako, Minako no hiren (Sヴィーナスの過去, 美奈子の悲劇)                   | 1993. január 30.     | 1998. április 28.    |
| 43 | Bunny átáll az ellenséghez Uszagi ga koritszu? Szérá Szensi-tacsi no ógenka (さぎが孤立?S戦士達の大ゲンカ)      | 1993. február 6.     | 1998. április 29.    |
| 44 | Utazás egy másik dimenzióba Uszagi no kakuszej! Csókako no messzédzsi (うさぎの覚醒!超過去のメッセージ)         | 1993. február 13.    | -                    |
| 45 | Az utolsó csata Szérá Szensi siszu! Hiszó naru szajsúszen (セーラー戦士死す!悲壮なる最終戦)                     | 1993. február 20.    | 1998. április 30.    |
| 46 | A rossz álom vége Uszagi no omoi va tova ni! Atarasiki tenszej (うさぎの想いは永遠に!新しき転生)                | 1993. február 27.    | 1998. május 4.       |

## Második évad: Sailor Moon R
Az évad elnevezésében az "R" nem jelent tulajdonképpen semmit, de általánosan elfogadott, hogy a "Return" vagy a "Romance" rövidítése lehet. A történet a mangát követve a "Black Moon" (Fekete Hold)-sztoriszálat követi, de mivel a kettő egyszerre készült, és nem voltak meg az alapok, az anime egy 13 részes bevezetővel indul, ami elég időt biztosított arra, hogy a manga is elkészüljön. Az úgynevezett "Makaidzsu"-történetben a holdharcosok visszanyerik az előző évad végén elveszített memóriájukat, és újra aktiválni kell erejüket, mert két titokzatos idegen érkezik a Földre, hogy energiát szerezzen fájuk számára. A folytatásban pedig egy különös kislány, Csibiusza érkezik a Földre, akit új ellenségek, a Fekete Hold harcosai, Gyémánt herceg vezetésével próbálnak elkapni, de valódi indítékaik még nem egészen tisztázottak.
| #  | Epizód címe                                                                                            | Első japán sugárzás  | Első magyar sugárzás |
| -- | --- | -------------------- | -------------------- |
| 47 | Semmi sem megy Mún fukkatsz! Nazo no eirian sutszugen (ムーン復活!謎のエイリアン出現)                  | 1993. március 6.     | 1998. július 9.      |
| 48 | A viszontlátás Ai to szeigi jue! Szérá Szensi futatabi (愛と正義ゆえ!セーラー戦士再び)                 | 1993. március 13.    | 1998. július 10.     |
| 49 | A Holdfénylovag Siroi bara va dare ni? Cukikage no Nájtó tódzsó (白いバラは誰に?月影の騎士登場)        | 1992. március 20.    | 1998. július 13.     |
| 50 | Vigyázzatok a videojátékokkal! Uszagi no kiki! Tiara szadó szezu (さぎの危機!ティアラ作動せず)         | 1993. április 10.    | 1998. július 14.     |
| 51 | Varázslatos hatalom Atarasiki hensin! Uszagi pává appu! (新しき変身!うさぎパワーアップ)                | 1993. április 17.    | 1998. július 15.     |
| 52 | Az új generáció Neravareta endzsi! Vínasz dajkacujaku (狙われた園児!ヴィーナス大活躍)                  | 1993. április 24.    | 1998. július 16.     |
| 53 | Bébi a háznál Mamoru to Uszagu no bébiszittá szódó (衛とうさぎのベビーシッター騒動)                    | 1993. május 1.       | 1998. július 17.     |
| 54 | Iskolai ünnepség Bunkaszaj va vatasi no tame? Rei dzsoó nessó (文化祭は私のため?!レイ女王熱唱)         | 1993. május 8.       | 1998. július 20.     |
| 55 | Marcynak megszakad a szíve Cukikage va Szeidzsúró? Moeru Mako-csan (月影は星十郎?もえるまこちゃん)     | 1993. május 22.      | 1998. július 21.     |
| 56 | Színházi előadás mamoru no kiszu ubae! An no Sirajuki-hime szakuszen (衛のキス奪え!アンの白雪姫作戦)   | 1993. május 29.      | 1998. július 22.     |
| 57 | A csökönyös szörnyeteg Hókago ni godzsózsin! Neravareta Uszagi (放課後にご用心!狙われたうさぎ)         | 1993. június 5.      | 1998. július 23.     |
| 58 | Új vonzalom Szurecsiagu ai no kokoro! Ikari no Makaidzsu (すれちがう愛の心!怒りの魔界樹)               | 1993. június 12.     | 1998. július 24.     |
| 59 | A fa titka Mezameru sindzsitszu no ai! Makaidzsu no himitszu (めざめる真実の愛!魔界樹の秘密)           | 1993. június 19.     | 1998. július 27.     |
| 60 | Égből pottyant gyermek Tensi? Akuma? Szora kara kita nazo no sódzsó (天使?悪魔?空からきた謎の少女)     | 1993. június 26.     | 1998. július 28.     |
| 61 | A szakítás Uszagi dajsokku! Mamoru no zekkó sengen (うさぎ大ショック!衛の絶交宣言)                     | 1993. július 3.      | 1998. július 29.     |
| 62 | Örök barátnők Szensi no júdzsó! Szajonara, Ami-csan! (戦士の友情!さよなら亜美ちゃん)                   | 1993. július 10.     | 1998. július 30.     |
| 63 | Az új harci sport Onna va cujoku utcukusiku! Rei no sin hisszatsz vaza (女は強く美しく!レイの新必殺技) | 1993. július 24.     | 1998. július 31.     |
| 64 | Kamilla titka Ginzuisó motomete! Csibiusza no himitszu (銀水晶を求めて!ちびうさの秘密)                 | 1993. július 31.     | 1998. augusztus 3.   |
| 65 | Különleges drágakövek Koi no ronsó! Minako to Makoto ga tairitszu (恋の論争!美奈子とまことが対立)      | 1993. augusztus 14.  | 1998. augusztus 4.   |
| 66 | A házibuli Uszagi no ojagokoro!? Karé na szankaku kankei (うさぎの親心?カレーな三角関係)               | 1993. augusztus 21.  | 1998. augusztus 5.   |
| 67 | Izgalmas vakáció Umi jo Sima jo Bakanszu jo! Szensi no kjúszoku (海よ島よバカンスよ!戦士の休息)        | 1993. augusztus 28.  | 1998. augusztus 6.   |
| 68 | Kamilla veszélyben Csibiusza vo mamore! Dzsú szensi no dajgekiszen (ちびうさを守れ!10戦士の大激戦)     | 1993. szeptember 11. | 1998. augusztus 7.   |
| 69 | Micsoda rémálom! Mezame jo nemureru biszódzsó! Mamoru no kunó (目覚めよ眠れる美少女!衛の苦悩)          | 1993. szeptember 25. | 1998. augusztus 10.  |
| 70 | Carole szerelmi bánata Ai no honó no tajketszu! Mázu tai Koan (愛の炎の対決!マーズVSコーアン)          | 1993. október 2.     | 1998. augusztus 11.  |
| 71 | Molly kontra Berenice Júdzsó no tame! Ami to Beruszu gekitotszu (友情のため!亜美とベルチェ激突)        | 1993. október 16.    | 1998. augusztus 12.  |
| 72 | A négy nővér Hidzsó no Rubeusz! Kanasimi no jon simai (非情のルベウス!悲しみの四姉妹)                  | 1993. október 30.    | 1998. augusztus 13.  |
| 73 | Rubin bosszúja Júfó sutszugen! Szaravareta Szérá Szensi-tancsi (UFO出現!さらわれたセーラー戦士たち)    | 1993. november 6.    | 1998. augusztus 14.  |
| 74 | Kockázatos kaland Rubeusz vo taosze! Ucsukúkan no kesszen (ルベウスを倒せ!宇宙空間の決戦)              | 1993. november 13.   | 1998. augusztus 17.  |
| 75 | Plútó tündér Nazo no sin Szensi Szérá Prútó tódzsó (謎の新戦士セーラープルート登場)                    | 1993. november 20.   | 1998. augusztus 18.  |
| 76 | Amród Ankoku no marioku! Eszmeródó no sinriaku (暗黒の魔力!エスメロードの侵略)                         | 1993. december 4.    | 1998. augusztus 19.  |
| 77 | Újra együtt Omoi va onadzsi! Uszagi to Mamoru no ai futatabi (想いは同じ!うさぎと衛の愛再び)           | 1993. december 11.   | 1998. augusztus 24.  |
| 78 | Az önkéntes ápolónő Vínasz Minako no nászu daisódó (ヴィーナス美奈子のナース大騒動)                    | 1993. december 18.   | 1998. augusztus 25.  |
| 79 | Artemisz nyomoz Arutemiszu no bóken! Ma no dóbutszu ókoku (アルテミスの冒険!魔の動物王国)              | 1993. december 25.   | 1998. augusztus 26.  |
| 80 | Molly harca Kjófu no genei! Hitoriboccsi no Ami (恐怖の幻影!ひとりぼっちの亜美)                        | 1994. január 8.      | 1998. augusztus 27.  |
| 81 | Kamilla hatalma Ankoku géto kanszej? Neravareta sógakko (暗黒ゲート完成?狙われた小学校)                | 1994. január 22.     | 1998. augusztus 28.  |
| 82 | Utazás a jövőbe Mirai he no tabidacsi! Dzsiku kairó no tatakai (未来への旅立ち!時空回廊の戦い)         | 1994. január 22.     | 1998. augusztus 31.  |
| 83 | A Fekete Hold Sógeki no mirai! Demando no kuroki jabó (衝撃の未来!デマンドの黒き野望)                  | 1994. január 29.     | 1998. szeptember 1.  |
| 84 | A kis hölgy titka Vaizuman no masu! Csibiusza sómetszu (ワイズマンの魔手!ちびうさ消滅)                 | 1994. február 5.     | 1998. szeptember 2.  |
| 85 | A Fekete Hölgy Ankoku no dzsoó Burakku Redi no tandzsó (暗黒の女王ブラックレディの誕生)                | 1994. február 12.    | 1998. szeptember 3.  |
| 86 | Zafír utolsó percei Zafíru zetszumej! Vaizuman no vana (サフィール絶命!ワイズマンの罠)                 | 1994. február 19.    | 1998. szeptember 4.  |
| 87 | Az Öregember bosszúja Ai to miraj vo sindzsite! Uszagi no kessin (愛と未来を信じて!うさぎの決心)       | 1994. február 26.    | 1998. szeptember 7.  |
| 88 | A végső küzdelem Hikari to jami no szaisu kesszen! Mirai he csikau ai (光と闇の最終決戦!未来へ誓う愛)  | 1994. március 5.     | 1998. szeptember 8.  |
| 89 | Epilógus Uszagi-tacsi no ketszui! Atarasiki tatakai no dzsokioku! (うさぎ達の決意新しき戦いの序曲)     | 1994. március 12.    | 1998. szeptember 9.  |

## Harmadik évad: Sailor Moon S
Az évad elnevezésében az "S" a "Super" rövidítése. Ez az évad az összes közül a legsötétebb hangvételű. A főgonoszok célja ugyanis ezúttal nem a hódítás, hanem az elpusztítás, s emellett olyan etikai-morális kérdések is felmerülnek, mint az önfeláldozás kérdése. Három új harcos: Sailor Uranus, Sailor Neptune, és Sailor Saturn is megjelennek, valamint Sailor Pluto is bekerül a sorozatba, és civil identitást is kap. Csibiusza először látható a sorozatban, mint Sailor Chibi Moon.
| #   | Epizód címe | Első japán sugárzás  | Első magyar sugárzás |
| --- | --- | -------------------- | -------------------- |
| 90  | Új kihívások Csikjú hókaj no jokan? Nazo no sin Szensi sutszugen (地球崩壊の予感?謎の新戦士出現)                    | 1994. március 19.    | 1998. szeptember 10. |
| 91  | A holdbéli szív Ai no roddo tandzsó! Uszagi no sin hensin (愛のロッド誕生うさぎの新変身)                            | 1994. március 26.    | 1998. szeptember 11. |
| 92  | Fiú vagy lány? Szuteki na bisónen? Tennó Haruka no himitsz (素敵な美少年?天王はるかの秘密)                          | 1994. április 16.    | 1998. szeptember 14. |
| 93  | Az ideál Uszagi no akogare! Júbi no tenszaj Micsiru (うさぎの憧れ!優美な天才みちる)                                 | 1994. április 23.    | 1998. szeptember 15. |
| 94  | Egy felejthetetlen csók Pjua na kokoro vo mamore! Teki mikata mittszu tomoe ranszen (純な心を守れ!敵味方三つ巴乱戦) | 1994. április 30.    | 1998. szeptember 16. |
| 95  | Szerelmesek parkja Koi no otaszuke va Mún ni omakasze (恋のおたすけはムーンにおまかせ)                              | 1994. május 7.       | 1998. szeptember 17. |
| 96  | Makoto kalandja Reikoku na Uranaszu? Makoto no pincsi (冷酷なウラヌス?まことのピンチ)                               | 1994. május 14.      | 1998. szeptember 18. |
| 97  | Versenyszellem Mizu no rabarinszu! Neravareta Ami (水のラビリンス!ねらわれた亜美)                                   | 1994. május 21.      | 1998. szeptember 21. |
| 98  | Egységben az erő Tomodacsi vo szukue! Mún Uranaszu rengó (友達を救え!ムーンウラヌス連合)                            | 1994. május 28.      | 1998. szeptember 22. |
| 99  | Szerelmi bánat Otoko no jaszasisza! Júicsiró Rei ni sitszuren? ((男の優しさ!雄一郎レイに失恋?)                      | 1993. június 18.     | 1998. szeptember 23. |
| 100 | Hol van a boldogság? Szérá Szensi vo jametai!? Minako no najami (S戦士を辞めたい!?美奈子の悩み)                     | 1994. június 25.     | 1998. szeptember 24. |
| 101 | Üvegcipő 1. rész Uszagi namida! Tandzsóbi ni garaszu no kutszu vo (うさぎ涙!誕生日にガラスの靴を)                   | 1994. július 2.      | 1998. szeptember 25. |
| 102 | Üvegcipő 2. rész Ubavareta pjua na kokoro! Uszagi zettai zetszumej (奪われた純な心!うさぎ絶体絶命)                  | 1994. július 16.     | 1998. szeptember 28. |
| 103 | A legkisebb harcos visszatér Jatte kita csiccsa na Biszódzsó Szensi (やって来たちっちゃな美少女戦士)                | 1994. augusztus 6.   | 1998. szeptember 29. |
| 104 | Barát nélkül Tomodacsi vo motomete! Csibi Mún no kacujaku (友達を求めて!ちびムーンの活躍)                           | 1994. augusztus 20.  | 1998. szeptember 30. |
| 105 | Mindenki együtt Pává ga hosí! Mako-csan no majoi micsi (力が欲しい!まこちゃんの迷い道)                              | 1994. augusztus 27.  | 1998. október 1.     |
| 106 | A halálos kapcsolat Unmej no kizuna! Uranaszu no tói hi (運命のきずな!ウラヌスの遠い日)                             | 1994. szeptember 3.  | 1998. október 2.     |
| 107 | A kis művész Gejdzsutszu va ai no bakuhatsz! Csibiusza no hacukoj (芸術は愛の爆発!ちびうさの初恋)                   | 1994. szeptember 10. | 1998. október 5.     |
| 108 | Táncolj te is Uszagi no danszu va varutsz ni notte (うさぎのダンスはワルツに乗って)                                 | 1994. szeptember 17. | 1998. október 6.     |
| 109 | A kinyilatkoztatás Sógeki no koku! Arakaszareta otagaj no sótaj (衝撃の刻!明かされた互いの正体)                     | 1994. szeptember 24. | 1998. október 7.     |
| 110 | A sors Uranaszu-tacsi no si? Tariszuman sutszugen (ウラヌス達の死 タリスマン出現)                                   | 1994. október 15.    | 1998. október 8.     |
| 111 | A Szent Grál Szeihaj no sinpi na csikara! Mún nidan hensin (聖杯の神秘な力!ムーン二段変身)                          | 1994. október 22.    | 1998. október 9.     |
| 112 | Fény és árnyék Sin no kjúszejsu va dare? Hikari to kage no kaoszu (真の救世主は誰?光と影のカオス)                   | 1994. november 5.    | 1998. október 12.    |
| 113 | Olivia titka Jóki tadajó ie! Biszódzsó Hotaru no himitsz (妖気漂う家!美少女ほたるの秘密)                            | 1994. november 12.   | 1998. október 13.    |
| 114 | Miminek nincs szerencséje Aidoru dajszuki! Najameru Mimetto (アイドル大好き!悩めるミメット)                         | 1994. november 19.   | 1998. október 14.    |
| 115 | Olivia kórházba kerül Csinmoku no kage?! Avaki Hotaru hi no jurameki (沈黙の影!?あわき蛍火のゆらめき)               | 1994. november 26.   | 1998. október 15.    |
| 116 | A vihar Arasi nocsi hare! Hotaru ni szaszageru júdzsó (嵐のち晴れ!ほたるに捧げる友情)                               | 1994. december 3.    | 1998. október 16.    |
| 117 | A jövő titka Jori takaku jori cujoku! Uszagi no óen (より高くより強く!うさぎの応援)                                 | 1994. december 10.   | 1998. október 19.    |
| 118 | Egy másik világ Makú no tatakaj! Szérá Szensi no kake (魔空の戦い!セーラー戦死の賭け)                               | 1994. december 17.   | 1998. október 20.    |
| 119 | Szaturnusz felbukkan Csinmoku no Mesia kakuszej? Unmej no hosibosii (沈黙のメシアの覚せい?運命の星々)               | 1994. december 24.   | 1998. október 21.    |
| 120 | Szupertehetségek Iskolája Idzsigen kara no sinrijaku! Mugen Gakuen no nazo (異次元からの侵略!無限学園の謎)          | 1995. január 7.      | 1998. október 22.    |
| 121 | A szörnyeteg bolygó Kokoro vo ubau jóka! Dajszan no madzsó Teruru (心を奪う妖花!第三の魔女テルル)                   | 1995. január 14.     | 1998. október 26.    |
| 122 | Tudomány és emberség Ai vo sindzsite! Ami, kokoro jaszasiki Szensi (愛を信じて!亜美心優しき戦士)                    | 1995. január 21.     | 1998. október 27.    |
| 123 | Az ébredés Hametszu no kage! Csinmoku no Mesia no mezame (破滅の影!沈黙のメシアの目覚め)                            | 1995. január 28.     | 1998. október 28.    |
| 124 | A főpapnő Szemari kuru jami no kjófu! Kuszen no Hasszensi (迫り来る闇の恐怖!苦戦の8戦士)                            | 1995. február 4.     | 1998. október 29.    |
| 125 | A megmentő Kagajaku rjúszej! Szatán szosite kjúszeisu (輝く流星!サターンそして救世主)                               | 1995. február 11.    | 1998. október 30.    |
| 126 | Az új élet Atarasiki szejmej! Unmei no hosibosi betszuri no toki (新しき生命!運命の星々別離の時)                    | 1995. február 18.    | 1998. november 2.    |
| 127 | Menekülés otthonról Szensi no dzsikaku! Cujosza va dzsun na kokoro no naka ni (戦士の自覚!強さは純な心の中に)       | 1995. február 25.    | 1998. november 3.    |

## Negyedik évad: Sailor Moon Super S
Az évad a manga "Dream" történetszálához kapcsolódik. Azonban az anime változat hamarabb elkészült, mint maga a manga, így jelentős különbségek figyelhetők meg a kettő között. Míg a manga sötét tónusú lett, addig az anime bájosabb, a fiatal célközönséget megcélzó, s többek között hiányoznak belőle a külső holdharcosok is. A történet főhőse Csibiusza lett, valamint új ellenségeket és képességeket is bemutatnak.
| #   | Epizód címe | Első japán sugárzás  | Első magyar sugárzás |
| --- | --- | -------------------- | -------------------- |
| 128 | Végzetes találkozás Unmej no deai! Pegazuszu no mau joru (運命の出会い!ペガサスの舞う夜)                       | 1995. március 4.     | 1999. május 12.      |
| 129 | Pegazus ereje Szupá hensin futatabi! Pegazaszu no pává (スーパー変身再び!ペガサスの力)                         | 1995. március 11.    | 1999. május 13.      |
| 130 | Az igazi édesanya Mamore haha no jume! Daburu mún no sin hisszatszu vaza (守れ母の夢!Wムーンの新必殺技)        | 1995. március 18.    | 1999. május 14.      |
| 131 | Pegazus csapdája Pegazaszu vo toraero! Amazon no vana (ペガサスを捕えろ!アマゾンの罠)                          | 1995. március 25.    | 1999. május 17.      |
| 132 | Vetélytársak Oniaj no futari! Uszagi to Mamoru no ai (お似合いの二人!うさぎと衛の愛)                           | 1995. április 15.    | 1999. május 18.      |
| 133 | Artemisz kalandja Arutemiszu no uvaki? Nazo no koneko tódzsó (アルテミスの浮気?謎の子猫登場)                   | 1995. április 29.    | 1999. május 19.      |
| 134 | Regényes álom Makoto no júdzsó! Tenba ni akogareta szódzsó (まことの友情!天馬に憧れた少女)                     | 1995. május 13.      | 1999. május 20.      |
| 135 | Szívből szívnek Furearu kokoro! Csibiusza to Pegazaszu (触れ合う心!ちびうさとペガサス)                         | 1995. május 20.      | 1999. május 21.      |
| 136 | Gyanúsítgatások Mamoru vo mamore! Nindzsa Uszagi no jakimocsi (衛を守れ!忍者うさぎのヤキモチ)                  | 1995. május 27.      | 1999. május 25.      |
| 137 | A tündér Ajakasi no mori! Utszukusiki jószej no izanaj (あやかしの森!美しき妖精の誘い)                         | 1995. június 3.      | 1999. május 26.      |
| 138 | A vén tragacs Tengoku made hasire! Jume no kuruma ni kakeru ai (天国まで走れ!夢の車にかける愛)                 | 1995. június 10.     | 1999. május 27.      |
| 139 | Egy nagyon komoly csöpp lány Mezasze Nippon icsi! Biszódzsó kensi no najami (目指せ日本一!美少女剣士の悩み)    | 1995. június 17.     | 1999. május 28.      |
| 140 | Álomgyáros Mini ga dajszuki! Osare na Szensitacsi (ミニが大好き!おしゃれな戦士達)                              | 1995. július 1.      | 1999. május 31.      |
| 141 | Matilda bánatos Koi no arasi! Minako no futumata dajszakuszen (恋の嵐!美奈子のフタマタ大作戦)                  | 1995. július 8.      | 1999. június 1.      |
| 142 | A legjobb recept Himitszu no jakata! Ai no menjú vo anata ni (秘密の館!愛のメニューを貴方に)                   | 1995. július 15.     | 1999. június 2.      |
| 143 | Bizalom Pegazaszu vo sindzsiru toki! Jon Szensi no szupá hensin (天馬を信じる時!4戦士の超変身)                 | 1995. július 22.     | 1999. június 3.      |
| 144 | Nyári álom Kirameku natszu no hi! Siokaze no szódzsó Ami (きらめく夏の日!潮風の少女亜美)                       | 1995. augusztus 12.  |                      |
| 145 | A sztártáncos Purima vo nerae! Uszagi no barei (プリマをねらえ!うさぎのバレエ)                                 | 1995. augusztus 19.  | 1999. június 4.      |
| 146 | A hercegnő álma Dzsúbangaj no kjúdzsitszu! Mudzsaki na ódzsoszama (十番街の休日!無邪気な王女様)                | 1995. augusztus 26.  | 1999. június 7.      |
| 147 | A bál Unmej no pátoná? Makoto no dzsundzsó (運命のパートナー?まことの純情)                                     | 1995. szeptember 2.  | 1999. június 8.      |
| 148 | A gonosz árnyéka Kjóaku no kage! Oitszumerareta torioo (巨悪の影!追いつめられたトリオ)                         | 1995. szeptember 23. | 1999. június 9.      |
| 149 | Beteljesült álmok Jume no kagami! Amazon szajgo no szutédzsi (夢の鏡!アマゾン最後のステージ)                   | 1995. október 21.    | 1999. június 10.     |
| 150 | A cirkusz Amazonesz! Kagami no ura kara kita akumu (アマゾネス!鏡の裏から来た悪夢)                             | 1995. október 28.    | 1999. június 11.     |
| 151 | Molly versei Sin no pává bakuhatszu! Ami kokoro no sirabe (真のパワー爆発!亜美心のしらべ)                      | 1995. november 4.    | 1999. június 14.     |
| 152 | Elérhetetlen vágyak Honó no dzsónetszu! Mászu ikari no csóhisszatszu vaza (炎の情熱!マーズ怒りの超必殺技)      | 1995. november 11.   | 1999. június 15.     |
| 153 | Rettenetes fogászat Kjófu no haisaszan? Parapara no jakata (恐怖の歯医者さん?パラパラの館)                     | 1995. november 18.   | 1999. június 16.     |
| 154 | Vénusz tündér és Jupiter tündér Jume tajtekszu! Minako to Makoto zekkó szengen (夢対決!美奈子とまこと絶交宣言) | 1995. november 25.   | 1999. június 17.     |
| 155 | Ugrás a szabadságba Kjófu vo koete! Dzsijú he no dzsampu (恐怖を越えて!自由へのジャンプ)                       | 1995. december 2.    | 1999. június 18.     |
| 156 | Az igazság tükre Jume vo miusinavanaide! Sindzsitszu vo utszuszu kagami (夢を見失わないで!真実を映す鏡)        | 1994. december 17.   | 1999. június 21.     |
| 157 | Az igazi barátok Pegazaszu ga kieta?! Jure ugoku júdzsó (ペガサスが消えた!?ゆれ動く友情)                       | 1995. december 16.   | 1999. június 22.     |
| 158 | Pegazus titka Pegazaszu no himitszu! Jume szekaj no mamoru bisónen (天馬の秘密!夢世界を守る美少年)             | 1995. december 23.   | 1999. június 23.     |
| 159 | Az új fiú Csibiusza no csíszana koi no rapuszódi (ちびうさの小さな恋のラプソディ)                              | 1996. január 13.     | 1999. június 24.     |
| 160 | A felnőttkor Otona ni naru jume! Amazoneszu no tóvaku (大人になる夢!アマゾネスの当惑)                          | 1996. január 20.     | 1999. június 25.     |
| 161 | Az ellenség karmai között Ugoki dasita kjófu! Jami no dzsoó no masu (動き出した恐怖!闇の女王の魔手)            | 1996. január 27.     | 1999. június 28.     |
| 162 | A cirkusz 2. Jami no singencsi Deddo Mún Szákász (闇の震源地デッドムーンサーカス)                              | 1996. február 3.     | 1999. június 29.     |
| 163 | A tükör másik oldala Kagami no mejkijú! Toraerareta Csibi Mún (鏡の迷宮!捕えられたちびムーン)                  | 1996. február 10.    | 1999. június 30.     |
| 164 | Az Aranykristály Góruden Kurisztaru sutszugen! Neherenia no marjoku (黄金水晶出現!ネヘレニアの魔力)            | 1996. február 17.    | 1999. július 1.      |
| 165 | Kristályerő Kurisztaru kagajuki toki! Utszukusiki jume no csikara (クリスタル輝く時!美しき夢の力)              | 1996. február 24.    | 1999. július 2.      |
| 166 | Az örök álom Jume jo icumademo! Hikari, ten ni micsite (夢よいつまでも!光, 天に満ちて)                         | 1996. március 2.     | 1999. július 3.      |

## Ötödik évad: Sailor Moon Sailor Stars
Az évad a manga "Stars" éráját meséli el, azonban sokkal hamarabb került bemutatásra, mint ahogy Takeucsi Naoko megrajzolhatta volna, így jelentős különbségek figyelhetőek meg a kettő között, ami különösen a befejezés tekintetében jelentős. Hat felvezető epizód készült, melyek tulajdonképpen az előző évad elvarratlan szálainak megoldását mutatják be. Ahogy a második évad esetében, úgy itt is az időnyerés céljából "találták ki" az anime rajzolói ezeket a részeket. Ezután az évad a manga cselekményét követi tovább: új karakterek mutatkoznak be (Sailor Starlights, Kakyuu hercegnő, és CsibiCsibi). Csibiusza visszautazik a saját idejébe, így ebben az évadban már nem szerepel. Felbukkannak új ellenségek, Sailor Galaxia vezetésével. A "Shadow Galactica" célja, hogy uralja a világegyetemet, méghozzá úgy, hogy ehhez minél több "csillagmag"-ot (Star Seed) gyűjt össze. Ezek csak az adott rendszert védelmező harcosokban találhatóak meg.
| 167 | "Akumu hana wo chirasu toki! Yami no Joō fukkatsu" (悪夢花を散らす時!闇の女王復活) A sötétség királynőjének visszatérése                   | 1996. március 9.     |
| Sailor Pluto visszaveszi Hotarut Tomoe professzortól. Csibiusza szeretne visszatérni a jövőbe, ám erre egyelőre nem kerülhet sor. Nehelléniát egy titokzatos hang felébreszti álmából, majd a gyűlöletéből formált tükröt széttöreti vele, ami széthullik a Földön. Egy darabka Mamoru szemébe esik, aki furcsán kezd el viselkedni. Uranus, Neptune, és Pluto különös üveglényekkel harcolnak, majd nagy megdöbbenésükre a felnőtt Hotaru jelenik meg előttük, aki közli velük: a harcegnő veszélyben van, a gonosz pedig közelít.                                                          | |                      |
| 168 | "Satān no mezame! Sērā jyu Senshi shūketsu" (サターンの目覚め!S10戦士集結) Sailor Saturn ébredése. A tíz holdharcos gyülekezője            | 1996. március 23.    |
| Mamoru egyre furcsábban viselkedik, ami nagyon aggasztja Usagit. Hotaru előtt megjelenik Sailor Saturn szellemképe, s visszanyeri korábbi harcos-emlékeit. Sailor Moon komoly veszélybe kerül, s az összes holdharcos együttes erejének hatására új erőt adnak neki át. | |                      |
| 169 | "Noroi no makyō! Akumu ni torawareta Mamoru" (呪いの魔鏡!悪夢にとらわれた衛) Az elátkozott varázstükör. A rémálom, mely megszállta Mamorut | 1996. április 13.    |
| A város összes lakója, beleértve Mamorut is, a tükrök bűvkörébe kerül. Usagit egy árny emlékezteti egy régi ellenségre, ezért összegyűjti a harcosokat. Amikor Mamoru lakására érnek, rájönnek, hogy Nehellénia áll az egész mögött, aki a transzba esett Mamorut berántja magához a tükrök világába. | |                      |
| 170 | "Unmei no ichiya! Sērā Senshi no kunan" (運命の一夜!セーラー戦士の苦難) A sors éjszakája. A holdharcosok agóniája                          | 1996. április 20.    |
| Bár a harcosok tiltakoznak, Sailor Moon Mamoru után megy a tükrök világába. A holdharcosok elhatározzák, hogy utánamennek, ám az idegen világban különválnak útjaik. Uranus és Mercury közösen veszik fel a harcot egy szellemmel, de végül tükrök fogságába esnek. Mars és Neptune szintén vészhelyzetbe kerülnek. Csibiusza elkezd elhalványodni, ami annak a jele, hogy ha nem változtatják meg a dolgok állását, ő soha nem fog megszületni. | |                      |
| 171 | "Ai yue ni! Hateshinaki makai no tatakai" (愛ゆえに!果てしなき魔界の戦い) Végtelen háború a démoni világban a szerelemért                  | 1996. április 27.    |
| Mars és Neptune, valamint Venus és Pluto is a tükrök fogságába esik. Jupiter feláldozza magát, hogy megszüntesse a Sailor Moon-ra telepedett hipnotikus álmot. Usagi a rózsa alakú fülbevalóról az Álarcos Férfira emlékszik vissza, s megtöri a varázst. Nehellénia kastélyába indul, ahová azonban csak a tüskés bozótból álló lépcsőn keresztül juthat. | |                      |
| 172 | "Ai no mūn pawā! Akumu no owaru toki" (愛のムーンパワー!悪夢の終わる時) A holdbéli szeretet ereje. A rémálom vége                          | 1996. május 4.       |
| Sailor Chibi Moon és Saturn megküzdenek Nehelléniával. Saturn a saját magát is elpusztító támadást vetné be, de Chibi Moon nem engedi. Válaszul Nehellénia tükörbe zárja Saturnt, Chibi Moon pedig teljesen eltűnik. Nehellénia felfedi Sailor Moon előtt, hogy gyermekkora óta magányosnak érezte magát, de a tükrök társaságában mindig felvidult. Usagi szerelme magához téríti Mamorut, s így a harcosok mind visszatérnek. Ereje segítségével Nehelléniát visszaküldi gyermekkorába, hogy mindent újrakezdhessen.                                                                       | |                      |
| 173 | "Wakare to deai! Unmei no hoshiboshi no ryūten" (別れと出会い!運命の星々の流転) Búcsú és találkozás. A hullócsillagok sorsa                | 1996. május 11.      |
| Mamoru több hónapra külföldre utazik, hogy folytassa tanulmányait. Ám mielőtt elmenne, eljegyzi Usagit. A repülőt azonban, melyen Mamoru utazik, Sailor Galaxia elpusztítja. Erről azonban Usagi mit sem tud. A Three Lights nevű sikeres együttes a városba érkezik, s ugyanekkor megjelenik egy ellenség, Sailor Iron Mouse is, aki elveszi egy ember Star Seed-jét. Ettől az illető szörnnyé változik. Három ismeretlen harcos, a Sailor Starlights hirtelen megjelenik a helyszínen. Bár ők azt állítják, hogy a szörny visszaváltoztatása lehetetlen, Sailor Moon ereje mégis képes rá. | |                      |
| 174 | "Gakuen ni fuku arashi! Tenkōsei wa aidoru" (学園に吹く嵐!転校生はアイドル) Sztártanulók az iskolában                                      | 1996. május 18.      |
| A Three Lights tagjai beiratkoznak Usagi iskolájába. Egyikük, Seiya, szeretne valami izgalmas klubhoz csatlakozni, és ehhez usagi segítségét kéri. megjátogatják az amerikai focistákat. A csapatkapitány lesz Sailor Iron Mouse új célpontja. A holdharcosok találkoznak a Sailor Starlights csoporttal. | |                      |
| 175 | "Aidoru wo mezase! Minako no yabō" (アイドルをめざせ!美奈子の野望) Minako célja: a sztárrá válás                                           | 1996. május 25.      |
| Minako, hogy saját karrierjét is beindítsa, úgy dönt, hogy felcsap a Three Lights asszisztensének. Sailor Iron Mouse eközben célpontnak szemel ki egy lerázhatatlan fotóriportert. | |                      |
| 176 | "Faitā no shōtai! Shōgeki no chōhenshin" (ファイターの正体!衝撃の超変身) A harcosok valódi alakja. Egy sokkoló átalakulás                  | 1996. június 8.      |
| A Three Lights egy új színpadi mű megrendezésére készül. Segítségükre van koreográfuskéntegy nő, aki egyben Rei iskolájában tanít, Seiya azonban nem jön ki vele. Miután ő is célpont lesz, Seiya kénytelen lesz egyedül átváltozni. | |                      |
| 177 | "Hoshi ni takusu yume to roman! Taiki no henshin" (星に託す夢とロマン!大気の変身) Álmok és románc. Taiki átalakulása.                      | 1996. június 15.     |
| A lányok egyik tanára egy közelgő üstökös megfigyelésére készül. Miután azonban ő lesz az egyik új célpont, Taiki egyedül kényszerül arra, hogy átváltozzon, és megmentse a professzort. | |                      |
| 178 | "Luna wa mita!? Aidoru Yaten no sugao" (ルナは見た!?アイドル夜天の素顔) Luna látta Yaten valódi formáját?                                  | 1996. június 22.     |
| A Three Lights egy olyan műsorban szerepelne, amelyben házi kedvencekkel mutatkoznak a sztárok. Sajnos az eredetileg erre a célra kiszemelt kaméleon megszökik, de Luna a közelben van. Barátságot köt Yatennal, bár nem tudja, ki ő. Egy állat-szépségszalonban akcióba lép Sailor Iron Mouse, s Yaten kénytelen átváltozni. | |                      |
| 179 | "Teki? Mikata? Sutāraitsu to Sērā Senshi" (敵?味方?スターライツとS戦士) Ellenségek? Barátok? Holdharcosok és Starlights-harcosok           | 1996. június 29.     |
| Taiki és Makoto összefutnak az iskola üvegházában. Taiki megkéri a lányt, hogy főzzön vele egy TV-műsorban. Usagi is velük tart, hogy segítsen, bárt rengeteget csetlik-botlik. | |                      |
| 180 | "Yobiau hoshi no kagayaki! Haruka-tachi sansen" (呼び合う星の輝き!はるか達参戦) A csillagok fényessége. Haruka háborúja                    | 1996. július 13.     |
| A Three Lights és Micsiru egy koncerten fognak szerepelni, a lányok pedig mindenáron el szeretnének oda jutni. A koncert után Seiya és Micsiru flörtölnek, ami feldühíti Harukát. | |                      |
| 181 | "Seiya to Usagi no doki-doki dēto" (セイヤとうさぎのドキドキデート) Seiya és Usagi randevúja                                               | 1996. július 20.     |
| Seiya randevúra hívja Usagit. A lány elfogadja az ajánlatot, de kicsit kellemetlenül érzi magát. Megzavarja őket Sailor Iron Mouse legújabb támadása, ami miatt egymástól függetlenül át kell változniuk. Iron Mouse azonban leleplezi Seiyát, és megfenyegeti, hogy felfedi kilétét. Erre azonban már nincs ideje, mert Galaxia, a sorozatos eredménytelenséget megunva, elveszi az őt életben tartó karpereceit. | |                      |
| 182 | "Uchū kara no shinryaku! Seirēn hirai" (宇宙からの侵略!セイレーン飛来) Űrinvázió. Egy szirén berepülése                                    | 1996. augusztus 3.   |
| Galaxia két új harcost, Aluminum Seiren-t és Lead Crow-t veti be a Star Seed-ek kereséséért. Usagi megismerkedik egy pici kislánnyal, aki rendkívüli módon hasonlít rá külsőleg. Később azt látja, hogy a kislányt otthon mindenki az ő kistestvérének hiszi. A rejtélyes kislány, akit CsibiCsibi-nek neveznek el, eltűnik. Usagi és Szecuna a nyomába erednek. Aluminum Seiren időközben támadásba lendül. | |                      |
| 183 | "Shiryō no sakebi? Kyōfu kyampu no kaijin" (死霊の叫び!?恐怖キャンプの怪人) Egy halott szellemének kiáltása. A rémtábor rejtélye           | 1996. augusztus 10.  |
| A harcosok leutaznak egy vidéki tóhoz, ahol Rei egyik rokona, egy tehetséges agyagos lakik. A Three Lights is a közelben tartózkodik, ugyanis egy horrorfilmet forgatnak a helyszínen. Aluminum Seiren itt lép támadásba. | |                      |
| 184 | "Futarikiri no yoru! Usagi no pinchi" (ふたりきりの夜!うさぎのピンチ) Usagi bajban. Egy éjszaka két fő részére                             | 1996. augusztus 17.  |
| Miután rájön, hogy Usagi egyedül lesz otthon éjszaka, Seiya felajánlja, hogy elmegy hozzá és őrködik felette. Hamarosan azonban beállít az összes holdharcos, és a Three Lights többi tagja is. S hogy a helyzet még kellemetlenebb legyen, egy tévériporter is felbukkan a helyszínen, aki ráadául áldozattá válik. | |                      |
| 185 | "Taiki zesshō! Shinjiru kokoro wo uta ni komete" (大気絶唱!信じる心を歌にこめて) Taiki dala                                                | 1996. augusztus 31.  |
| Fiatal lány fekszik súlyos betegséggel a kórházban. Egyetlen vágya, hogy találkozhasson a Three Lights csapatával. Taiki meg is látogatja, s a lány egyik rajzában az általuk keresett hercegnőt váli felismerni. A sebészorvos lesz a Shadow Galactica legújabb célpontja. | |                      |
| 186 | "Chibichibi no nazo! Osawagase daitsuiseki" (ちびちびの謎!おさわがせ大追跡) CsibiCsibi titka                                               | 1996. szeptember 7.  |
| CsibiCsibi mindig rengeteg édességgel jön haza. Usagi kíváncsi lesz, hogy honnan szerezhette a finomságot, ezért követni kezdi a kislányt. Abban bízik, hogy ha követi, az édességek birodalmába jut. Útközben az összes barátja hozzá csapódik, és végül egy gazdag úrnál kötnek ki. | |                      |
| 187 | "Kagayaku hoshi no pawā! Chibichibi no henshin" (輝く星のパワー!ちびちびの変身) Egy fényes csillag ereje. CsibiCsibi átváltozása           | 1996. szeptember 14. |
| A Three Lights hivatalos rajongói közösségének első számú tagja versenyre kel Usagival. A tét: ki töltheti el ezután az időt Seiyával. Softball-meccset játszanak, ám közben Aluminum Seiren akcióba lép. Usagi Sailor Moon-ná változik, ám őt szemelik ki újabb célpontnak. CsibiCsibi megjelenik a helyszínen, és tanúbizonyságát adja különleges képességeinek. | |                      |
| 188 | "Kyōfu e no shōtai! Usagi no yakan hikō" (恐怖への招待!うさぎの夜間飛行) Meghívás a terrorba. Usagi éjszakai repülése                      | 1996. október 12.    |
| Ami, Rei, Makoto, és Minako részt vehetnek egy közös repülőúton a Three Lights csapattal. Usagi irigykedik rájuk, ám hamarosan rájön, hogy az egész Aluminum Seiren csapdája - ő is kap egy jegyet ellenfelétől az útra. A holdharcosok és a csillagharcosok rájönnek egymás kilétére, Aluminum Seirent pedig eredménytelensége miatt Galaxia megöli. | |                      |
| 189 | "Shimei to yūjō no hazama! Sērā Senshi-tachi no tairitsu" (使命と友情の間!S戦士達の対立) Tépelődés a küldetés és a barátság között         | 1996. október 19.    |
| Usaginak kellemetlen a tudat, hogy másként kell viselkednie a Three Lights csapattal, miután kilétük lelepleződött. Yaten és Taiki figyelmeztetik Seiyát, hogy maradjon távol Usagitól. Új ellenség bukkan fel, a csillagharcosok azonban nem hajlandóak együttműködni Sailor Moon-nal. Seiya azonban megmenti az életét Sailor Tin Nyanko támadása után, bár ezért cserébe sérülést szenved. | |                      |
| 190 | "Akasareta shinjitsu! Seiya-tachi no kako" (明かされた真実!セイヤ達の過去) Fény derül az igazságra. A csillagharcosok története            | 1996. október 26.    |
| A külső holdharcosok is felfedezik a csillagharcosok identitását. Seiya megígéri, hogy távol marad Usagitól, akit pedig a többi csillagharcos és a külső holdharcosok akadályoznak meg ebben. Seiya titokban elhívja a koncertjükre Usagit, ahol fény derül a titkukra. Eszerint az ő bolygójukat Galaxia elpusztította, hercegnőjük pedig elmenekült a Földre, s most őt keresik. Seiya még nem épült fel teljesen sérüléseiből, azonban kénytelen felvenni a harcot az ellenséggel. | |                      |
| 191 | "Hikari no chō ga mau toki! Atarashī nami no yokan" (光の蝶が舞う時!新しい波の予感) Az új hullám előszele                                  | 1996. november 9.    |
| A holdharcosok részt vesznek egy játékban, hogy közelebb kerülhessenek a Three Lights együtteshez. Az a céljuk, hogy meggyőzzék őket: Usagi és Seiya továbbra is találkozhassanak. Usagi csak később érkezik, de ekkor már harcolnia is kell. | |                      |
| 192 | "Yume icchokusen! Aidoru Minako tanjō!?" (夢一直線!アイドル美奈子の誕生) Minako álmának beteljesülése                                      | 1996. november 16.   |
| Minako egy tehetségkutatón bejut a döntőbe, ahol Yaten az egyik zsűritag. Közben azonban egyensúlyt kell tartania a hírnév, a kötelesség, és a barátnői közt. Yaten megértőbben kezd el viselkedni a holdharcosok iránt. | |                      |
| 193 | "Ubawareta ginzuishō! Kakyū Purinsesu shutsugen" (うばわれた銀水晶!火球皇女出現) Az Ezüstkristály eltűnése                                 | 1996. november 30.   |
| Sailor Lead Crow felfedezi, hogy Usagi valójában Sailor Moon. Egy fekete lyukban akarja elveszejteni őt és barátait. Hogy ezt megakadályozza, Usagi felkínálja saját Star Seed-jét. Sailor Tin Nynako, Lead Crow vetélytársa azonban végez a gonosszal. Sailor Moon és CsibiCsibi is belezuhannak a lyukba, de CsibiCsibi varázslattal megsemmisíti azt. Usagi visszakapja Star Seed-jét, méghozzá egy rejtélyes nőtől, aki önmagát mint a keresett hercegnőt mutatja be. | |                      |
| 194 | "Ginga no seisen! Sērā Wōzu densetsu" (銀河の聖戦 セーラーウォーズ伝説) A Sailor háborúk legendája                                         | 1996. december 7.    |
| A hercegnő elmondja, hogy azért jött a Földre, hogy megkeresse a rejtélyes "reménysugarat", amely az egyetlen eszköz Galaxia elpusztításához. Usagi megpróbál kapcsolatba lépni Mamoruval, sikertelenül. A holdharcosok időközben mindenhová követik őt, hogy megvédjék a támadástól. | |                      |
| 195 | "Kakyū Purinsesu shōmetsu! Gyarakushia kōrin" (火球皇女消滅!ギャラクシア降臨) A hercegnő halála. Galaxia érkezése                          | 1996. december 14.   |
| Most, hogy megtalálták a hercegnőt, a Three Lights bejelenti, hogy feloszlik, de még tartanak egy búcsúkoncertet. Galaxia felbukkan és Tin Nyanko segítségével támadásba lép. Tin Nyanko azonban vívódik a belőle kihozott jósággal, ezért Galaxia megöli őt. A hercegnő feláldozza magát a holdharcosok védelmében, Galaxia pedig elveszi a Star Seed-jét. | |                      |
| 196 | "Ginga horobiru toki! Sērā Senshi saigo no tatakai" (銀河滅びる時!S戦士最後の戦い) A galaxis pusztulása. A holdharcosok utolsó csatája     | 1997. január 11.     |
| Galaxia most már elég erős, hogy elvegye minden ember Star Seed-jét. A csillagharcosok akcióba lépnek, s ezért a holdharcosok a segítségükre sietnek. Galaxia azonban elveszi a holdharcosok Star Seed-jét, megölve ezzel őket. | |                      |
| 197 | "Ginga no shihaisha! Gyarakushia no kyōi" (銀河の支配者! ギャラクシアの脅威) Az Univerzum ura. Galaxia fenyegetése                         | 1997. január 18.     |
| Kiderül, hogy Mamoru már hónapok óta halott: Galaxia elvette a Star Seed-jét. Uranus, Neptune, Pluto, és Saturn felveszik a kilátástalan küzdelmet Galaxiával szemben, de hasztalan. Galaxia ajánlatot tesz Uranusnak és Neptune-nak, akik a szolgálatába állnak, s megölik Plutót és Saturnt. | |                      |
| 198 | "Kieyuku hoshiboshi! Uranasu-tachi no saigo" (消えゆく星々!ウラヌス達の最期) Eltűnő csillagok. Uranus és Neptune halála                    | 1997. január 25.     |
| Sailor Moon és a csillagharcosok kénytelenek felvenni Uranusszal és Neptune-nal a harcot, akik Galaxia új szolgálói. Ám az egész csak trükk: valójában azért lettek a szolgái, hogy trükkel elvehessék a Star Seed-jét, és véget vessenek a szenvedéseknek. De Galaxiának nincs Star Seed-je, s a két engedetlen holdharcossal is végez. | |                      |
| 199 | "Kibō no Hikari! Ginga wo kaketa saishū kessen" (希望の光!銀河をかけた最終決戦) A reménysugár                                              | 1997. február 1.     |
| Már csak Sailor Moon, CsibiCsibi, és a csillagharcosok maradtak életben. Utóbbiak minden erejüket bevetik a harcban, de hasztalan, ráadásul súlyos sérüléseket is szenvednek. Sailor Moon hiszi, hogy Galaxiában még mindig van jóság, s megpróbálja megtéríteni. Bár sikerülne, az utolsó pillanatban Galaxia mégis támadásba lendül, s elveszi Sailor Moon Star Seed-jét. De mielőtt megkaparinthatná, CsibiCsibi felfedi kilétét: ő maga a titokzatos reménysugár, Galaxia Star Seed-jének inkarnációja.                                                                                  | |                      |
| 200 | "Usagi no ai! Gekkō ginga wo terasu" (うさぎの愛!月光銀河を照らす) Usagi szerelme. A holdfény beragyogja a galaxist                        | 1997. február 8.     |
| CsibiCsibi feltámasztja Sailor Moon-t, majd karddá változik, és könyörög, hogy vele ölje meg Galaxiát. Sailor Moon visszautasítja ezt, mert hiszi, hogy Galaxiában még mindig van jóság. Kiűzi a testéből a Káoszt, majd visszaadja Star Seed-jét. Ennek hatására, mindenki, aki Galaxia miatt halt meg, feltámad. A csillagharcosok és hercegnőjük elhagyják a Földet. Usagi és Mamoru újra találkoznak, és megerősítik egymás iránt érzett szerelmüket. | |                      |